# Mount Southern
Mount Southern är ett berg i Antarktis. Det ligger i Västantarktis. Chile och Storbritannien gör anspråk på området. Toppen på Mount Southern är 919 meter över havet.
Terrängen runt Mount Southern är platt åt nordost, men åt sydväst är den kuperad. Trakten är obefolkad. Det finns inga samhällen i närheten.